# Pupping
Pupping – miejscowość i gmina w Austrii, w kraju związkowym Górna Austria, w powiecie Eferding. Liczy ok. 1,9 tys. mieszkańców.